# Berta Zuckerkandl
Berta Zuckerkandl, nata Berta Szeps (Vienna, 13 aprile 1864 – Parigi, 16 ottobre 1945) è stata una scrittrice, traduttrice, critica letteraria e salonnière austriaca.

## Biografia
Berta Szeps nacque a Vienna nel 1864 in una famiglia ebraica benestante, figlia del giornalista Moritz Szeps, direttore del Neue Wiener Tagblatt. Fu educata privatamenta e sposò l'anatomista  Emil Zuckerkandl.
Dalla fine del XIX secolo al 1938 tenne un prestigioso salotto letterario a Vienna, prima nella sua villa a Döbling e poi nel Oppolzergasse, nei pressi del Burgtheater. L'elite culturale, letteraria e scientifica viennese si incontrava regolarmente nel salotto della Zuckerkandl e tra loro spiccavano figure del calibro di Auguste Rodin, Gustav Klimt, Hugo von Hofmannsthal, Max Reinhardt, Arthur Schnitzler, Stefan Zweig ed Egon Friedell. Fu nel salotto della Zuckerkandl che Gustav ed Alma Mahler si incontrarono per la prima volta nel 1901.
Sua sorella Sophie fu sposata con Paul Clemenceau, fratello del primo ministro francese Georges Clemenceau; grazie a questa connessione personale, Berta Zuckerkandl ebbe accesso ad alti circoli artistici e culturali in Francia, entrando in contatto come artisti come Rodin e Maurice Ravel, che cominciarono a frequentare il suo salotto. Durante la prima guerra mondiale la Zuckerkandl fece diversi sforzi diplomatici per stabilire la pace tra la Francia e l'Austria.
Berta Zuckerkandl fu anche una giornalista e critica teatrale, letteraria e d'arte, scrivendo per la Wiener Allgemeine Zeitung e il Neue Wiener Journal. Mecenate e sostenitrice della Jugendstil, la Zuckerkandl fu anche la co-fondatrice del Festival di Salisburgo. Pubblicò diverse traduzioni dal francese, concentrandosi soprattutto sulle opere di Marcel Achard, Jean Anouilh, Jacques Bousquet e Paul Géraldy.
Il crescente antisemitismo e l'Anschluss costrinsero la Zuckerkandl a rifugiarsi a Parigi nel 1938, granzie anche all'aiuto di Géraldy. A Parigi la donna mantenne stretti rapporti con altri rifugiati austriaci, tra cui Franz Werfel, e la sua posizione privilegiata dopo aver ottenuto la Legione d'onore l'evitò l'arresto dopo l'occupazione nazistra della Francia nel 1940. Non riuscendo ad emigrare negli Stati Uniti, Berta e il figlio si rifugiarono ad Algeri, dove la Zuckerkandl continuò con la sua attività anti-nazista via radio. Nel 1945, al termine della guerra, tornò a Parigi, dove morì dopo pochi mesi.

## Opere letterarie
- Die Pflege der Kunst in Österreich 1848–1898.
- Dekorative Kunst und Kunstgewerbe. Vienna, 1900
- Zeitkunst Wien 1901–1907. Hugo Heller, Vienna, 1908
- Ich erlebte 50 Jahre Weltgeschichte. Bermann-Fischer Verlag, Stoccolma, 1939
- Clemenceau tel que je l'ai connu. Algieri, 1944
- La mia Austria. Ricordi (1892-1937).Archinto, 2015. ISBN 978-8877686725

### Traduzioni
- Paul Annont e Jacques Bousquet: Mama Nicole. Vienna, 1925.
- Edouard Bourdet: Soeben erschienen. Vienna, 1925.
- Jean-Jacques Bernard: Seele in Not. Vienna 1928
- Paul Géraldy. Dramen. Viena, 1928.
- Henri-René Lenormand: Theater. Dramen. Vienna, 1930.